# Arhivele Federale Germane
Arhivele Federale Germane sau Bundesarchiv (BArch) (în germană Bundesarchiv) sunt arhivele naționale ale Germaniei. Sediul arhivelor se află din 1952 în orașul Koblenz.
Ele sunt subordonate în prezent Ministerului de Stat al Culturii și Comunicațiilor (condus în 2014 de Monika Grütters), după ce s-au aflat până în 1998 în subordinea Ministerului Federal de Interne.
Bugetul instituției pe anul 2009 s-a ridicat la 54,6 milioane de euro.
Pe 6 decembrie 2008 Arhivele Federale Germane au donat publicului 100.000 de fotografii, făcându-le accesibile prin intermediul Wikimedia Commons.

## Istoric
Arhiva federală a instituțiilor și autorităților din Germania, prima precursoare a actualelor Arhive Federale, a fost înființată la Potsdam, Brandenburg, în 1919, mai târziu decât în alte țări europene. Această arhivă națională a colectat documente guvernamentale germane care datau de la fondarea Confederației Germane de Nord în 1867. Ea a inclus, de asemenea, materiale de la instituțiile mai vechi ale Confederației Germane, precum și de la Înalta Curte de Apel Imperială. Cele mai vechi documente din această colecție datează din anul 1411. Au fost colectate, de asemenea, fotografii și filme de epocă care proveneau în mare parte din surse neguvernamentale. În ciuda eforturilor de a salva cele mai valoroase piese ale colecției, aproape jumătate din materialele aflate în arhivă au fost distruse în timpul celui de-al Doilea Război Mondial.
În 1946 a fost fondată Arhiva Centrală Germană la Potsdam, care se afla atunci în zona de ocupație sovietică și mai târziu în Germania de Est. Această arhivă, care a fost redenumită în 1973 Arhiva Centrală de Stat, a fost considerată ca succesoare a arhivei inițiale, în principal pentru că se afla în același oraș. Pe la sfârșitul anilor 1950 documentele care fuseseră confiscate de guvernul Uniunii Sovietice după cel de-al Doilea Război Mondial au fost returnate Arhivei Germane.
În Germania de Vest, guvernul federal a decis să creeze o nouă arhivă federală la Koblenz în 1950, iar acest proiect a fost realizat în 1952. Autoritățile Statelor Unite ale Americii și Marii Britanie au confiscat, într-un mod similar autorităților sovietice, documente germane după cel de-al Doilea Război Mondial în zonele lor de ocupație. În 1955 a fost înființat în cadrul Arhivelor Federale un departament intitulat Divizia Arhivelor Militare ca loc în care aceste materiale au fost returnate. Sarcinile Arhivelor Federale au fost stabilite printr-o lege din 1988, care i-a acordat drepturi asupra documentelor elaborate de tribunalele, autoritățile publice și organele constituționale din RFG.
Reunificarea Germaniei în 1990 a condus, de asemenea, la unificarea Arhivei Federale a Germaniei de Vest cu Arhiva Centrală de Stat a Germaniei de Est. În cursul acestui proces, Arhiva Națională de Film și Arhivele Militare ale Germaniei de Est au fuzionat, de asemenea, cu Arhivele Federale.
Odată cu unificarea celor două arhive germane în 1990, documentele autorităților de stat din Germania de Est au fost incluse în Arhivele Federale. Cu toate acestea, în timpul acestui proces au fost întâmpinate probleme de natură juridică în asigurarea protejării arhivelor partidele politice și organizațiilor de masă din RDG. Chiar dacă structura politică a Germaniei de Est însemna că aceste instituții aveau legături foarte strânse cu guvernul, ele nu erau instituții publice. Alte probleme au apărut ca urmare a separării acestor documente de alte documente est-germane, făcând ca Arhivele Federale să conțină o imagine incompletă a istoriei RDG. În 1991 acele documente au intrat în posesia Arhivelor Federale. Ca urmare a acestei inițiative, a fost adoptat la 13 martie 1992 un proiect de lege pentru modificarea legii arhivelor federale din 1988.

## Conținut
Colecția Arhivelor Federale Germane include astăzi cele mai vechi documente din trecutul imperial al Germaniei, din timpul Germaniei Naziste, documentele civile și militare din Germania de Est (inclusiv ale partidelor politice și ale organizațiilor est-germane) și documentele moștenite din Arhiva Federală a Germaniei de Vest. În afara documentelor emise de autoritățile de stat, Arhivele conțin, de asemenea, materiale ale partidelor politice, asociațiilor și societăților de importanță națională, precum și colecții istorice. Pe lângă documente scrise, Arhivele păstrează, de asemenea, fotografii, filme, hărți, afișe și documente electronice în colecția sa.

## Organizare
- Bayreuth (în germană Lastenausgleich)
- Arhiva SAPMO a RDG din Berlin-Lichterfelde (în germană SAPMO, DDR, Reich)
- Arhiva de Film din Berlin (în germană Filmarchiv des Bundesarchivs)
- Arhiva Militară Federală Germană din Freiburg im Breisgau (în germană Militärarchiv)
- Hoppegarten (în germană Zwischenarchiv)
- Koblenz (în germană Bundesrepublik Deutschland)
- Arhivele naziste din Ludwigsburg (în germană Außenstelle bei der Zentralen Stelle der Landesjustizverwaltungen zur Aufklärung nationalsozialistischer Verbrechen)
- Rastatt (în germană Erinnerungsstätte für die Freiheitsbewegungen in der deutschen Geschichte)
- Sankt Augustin-Hangelar (în germană Zwischenarchiv)

## Directori (din 1952)

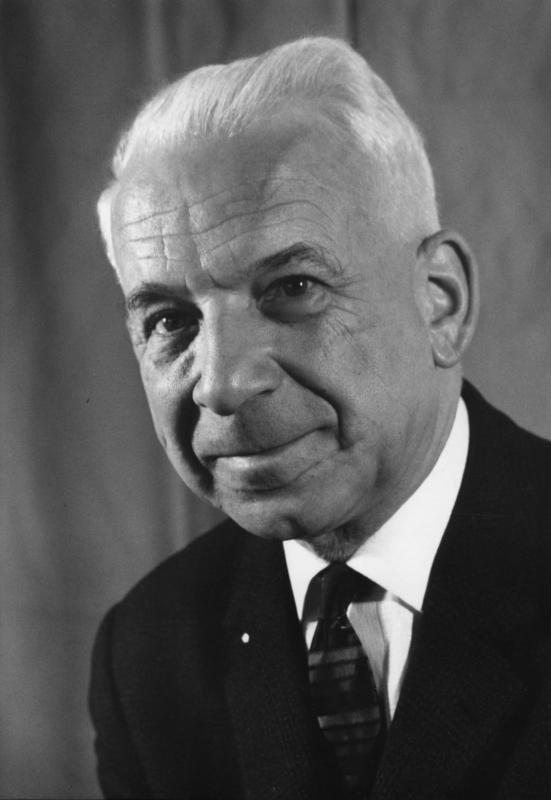
Karl Bruchmann (director al Arhivelor Federale Germane, 1961-1967)

- Georg Winter (director, 1952–1960)
- Karl Bruchmann (director, 1961–1967)
- Wolfgang A. Mommsen (președinte, 1967–1972)
- Hans Booms (președinte, 1972–1989)
- Friedrich Kahlenberg (președinte, 1989–1999)
- Hartmut Weber (președinte, dec. 1999 – martie  2011)
- Michael Hollmann (președinte din mai 2011)

## Legături externe
Materiale media legate de Bundesarchiv la Wikimedia Commons
- Federal Archives Website